# Epiphragma (Epiphragma) mithras
Epiphragma (Epiphragma) mithras is een tweevleugelige uit de familie steltmuggen (Limoniidae). De soort komt voor in het Neotropisch gebied.